# ۹۱ (عدد)

عدد91

۹۱(نود و یک) یک عدد طبیعی است که بعد از ۹۰ و قبل از ۹۲ قرار دارد.